# Hornschuchia santosii
Hornschuchia santosii là loài thực vật có hoa thuộc họ Na. Loài này được David Mark Johnson mô tả khoa học đầu tiên năm 1995.

## Phân bố
Loài này có tại bang Bahia ở miền đông Brasil.

## Mô tả
Loài cây gỗ này có trong các khu rừng mưa Đại Tây Dương và vùng sinh thái trảng cỏ nhiệt đới Cerrado.